# Phyllomedusa trinitatis
Espèce
Statut de conservation UICN

 LC  : Préoccupation mineure
Phyllomedusa trinitatis est une espèce d'amphibiens de la famille des Phyllomedusidae.

## Répartition
Cette espèce se rencontre du niveau de la mer à 500 m d'altitude sur l'île de Trinité à Trinité-et-Tobago et jusqu'à 1 300 m dans la cordillère de la Costa dans le Nord du Venezuela.

## Publication originale
- Mertens, 1926 : Herpetologische Mitteilungen VIIIXV. Senckenbergiana, vol. 8, no 3/4, p. 137-155.